# 주한 룩셈부르크 대사관
주한 룩셈부르크 대사관(룩셈부르크어: Ambassade vu Lëtzebuerg an der Republik Korea, 프랑스어: Ambassade du Luxembourg en République de Corée, 독일어: Botschaft von Luxemburg in der Republik Korea)은 대한민국 서울특별시 중구 삼일대로 363 장교빌딩 11층 1102호에 위치하고 있는 룩셈부르크 대사관이다. 1997년에 설립된 주한 룩셈부르크 대표부(별칭: 주서울 룩셈부르크 대표부, 주한 룩셈부르크 무역투자사무소, 주서울 룩셈부르크 무역투자사무소, 룩셈부르크어: Lëtzebuerger Handel- an Investitiounsbüro zu Seoul, 프랑스어: Bureau du Commerce et des Investissements du Luxembourg à Séoul, 독일어: Luxemburger Handels- und Investitionsbüro in Seoul, 영어: Luxembourg Trade and Investment Office in Seoul)가 전신이며 2024년에 대사관이 설립되었다.

## 역사
대한민국과 룩셈부르크는 1962년 3월 16일에 외교 관계를 수립했으나 두 나라 모두 상주 외교 공관을 설치하지 않았었다. 대한민국 정부에서는 2024년에 주룩셈부르크 대한민국 대사관이 설치되기 이전까지 주벨기에·유럽 연합 대한민국 대사관 겸 주북대서양 조약 기구 대한민국 대표부가 룩셈부르크와 관련된 외교 업무를 겸임했다. 룩셈부르크 정부에서는 2024년 이전까지 주일본 룩셈부르크 대사관이 대한민국과 관련된 외교 업무를 겸임했다.
룩셈부르크 정부는 1997년 9월 25일에 대한민국 서울에 주한 룩셈부르크 대표부를 설치했다. 이 날 서울에 위치한 웨스틴조선호텔에서 열린 축하연에서는 2000년에 룩셈부르크 대공으로 즉위한 앙리 룩셈부르크 대공세자, 로베르 고벨 룩셈부르크 경제부 장관을 비롯한 양국 고위층 인사들이 참석했다. 룩셈부르크 정부는 2023년에 대한민국에 대사관을 개설할 예정이라고 밝혀왔다. 2023년 10월에는 룩셈부르크 정부가 룩셈부르크 국무부 사무총장을 역임했던 자크 플리스를 대한민국 주재 룩셈부르크 대사로 내정했다. 2024년에 주한 룩셈부르크 대사관이 정식 개관했다.

## 주한 룩셈부르크 대표부
룩셈부르크 경제부에서 운영하는 주한 룩셈부르크 대표부에서는 룩셈부르크 진출을 원하는 대한민국의 기업들에게 룩셈부르크에 관한 정보, 룩셈부르크 출입국 및 사증 발급 관련 정보, 사업별 특징에 맞춘 룩셈부르크 정착 지원, 룩셈부르크에 대한 투자와 관련된 1대1 무료 상담을 제공한다. 그 외에 룩셈부르크의 비즈니스 환경과 정부 정책에 대한 조언, 룩셈부르크 법인 설립을 위한 맞춤형 방문 프로그램, 룩셈부르크 정부의 고위층 관계자, 룩셈부르크의 주요 비즈니스 네트워크 및 사업 파트너와의 연락망을 제공한다.
룩셈부르크 경제부는 대한민국 서울 이외에 일본 도쿄, 중국 상하이, 대만 타이베이, 미국 뉴욕·샌프란시스코, 이스라엘 텔아비브, 아랍에미리트 아부다비, 모로코 카사블랑카에 룩셈부르크 무역투자사무소를 운영하고 있다.

## 주한 룩셈부르크 대사
- 제1대: 자크 플리스 (Jacques Flies, 2024년 ~ 현재)

### 주한 룩셈부르크 대표부 역대 대표
- 제1대: 김양선 (1997년 ~ 2005년)[2][11]
- 제2대: 김윤희 (2005년 ~ 현재)[12]

## 같이 보기
- 룩셈부르크의 재외공관 목록
- 대한민국 주재 외국공관 목록
- 주룩셈부르크 대한민국 대사관
- 대한민국-룩셈부르크 관계